# Sous vos applaudissements
Sous vos applaudissements (Bajo sus aplausos) era un programa de Jacques Martin en el marco de Dimanche Martin (Domingo Martín),  producción de Jacques Martin Productions.
Reemplaza Le monde est à vous (El mundo es suyo) en septiembre de 1997.

## Concepto del programa
Durante una entera temporada de televisión (de septiembre de 1997 hasta junio de 1998), cada domingo por la tarde en la televisión pública francesa  France 2, tres presentadores llegan a presentarse a las distintas pruebas en las condiciones del directo.
Como recompensa para uno de los candidatos, un contrato de un año como presentador en France 2.

## El casting
Durante el verano del 1997, después de un proceso de selección de la cadena, la producción recibe miles de cartas. Una primera selección se realiza a partir del dossier (CV, fotos y carta de motivación). Solamente una decena de candidatos (desde los 18 hasta los 25 años) están invitados a un casting y una entrevista que no se emitirá en la cadena. 
Septiembre de 1997 : Como resultado del examen de los dossiers, durante el primer casting y la entrevista con la producción, una cincuentena de candidatos solamente se destacaron en todo el territorio belga y francés. Son los elegidos para participar en el programa, o más bien el concurso, que se desarrollará sobre el escenario del teátro del Empire en París.

## Las pruebas
- Presentación : en une minuto cronómetro en mano, sólo, frente al público y las cámaras : el candidato presenta su trayectoria, sus ambiciones, sus motivaciones a ejercer el oficio de presentador de televisión..
- Improvisación : durante el programa, Jacques Martin, presentador, llama al candidato al centro del plató. Se le presenta una situación. De inmediato, el candidato improvisa un sketch frente a Jacques Martin.

- El "Truc en Plus" (el detalle diferenciador): es la única prueba que el candidato ha podido preparar, con la limitación sin embargo de realizarla en solamente 1 minuto 30. Un truco de magia, tocar un instrumento, una parodia, un sketch, una canción...

## El jurado
Cada domingo, un jurado de tres personalidades era invitado a poner una nota a los candidatos.
Entre las personalidades (periodistas, profesionales del espectáculo, de la comunicación) que formaron parte del jurado en este programa pudimos ver Pierre Perret, Thierry Beccaro, Jacques Hardoin, Sylvie Joly...
Al contrario de L'École des fans, ¡el jurado de « Bajo sus aplausos » podía mostrarse sin piedad ! 

## El premio
Al final de las pruebas para uno de los candidatos, un contrato de un año con France 2. No se pudo cumplir esta promesa debido a los problemas de salud de Jacques Martin ocurridos durante la temporada.

## El accidente
Jacques Martin tuvo que interrumpir de forma repentina sus programas, entre los cuales Bajo sus aplausos en 1998 por culpa de un Accidente cerebrovascularque sufrió en la noche durante la cual fue informado de la decisión de France 2 de parar el programa al final de la temporada.Entonces, Jean-Claude Brialy lo sustituyó de inmediato. Así, los programas nunca se han reanudado.
- Portal:Televisión. Contenido relacionado con Televisión.
- Portal:Francia. Contenido relacionado con Francia.

- Datos: Q3492182